# ميليسا فوميرو
ميليسا فوميرو (بالإنجليزية: Melissa Fumero) مواليد 19 أغسطس 1982 في نيوجيرسي، الولايات المتحدة، هي ممثلة أمريكية بدأت مسيرتها الفنية عام 2004.

## الأعمال

### عروض تلفزيونية
| السنة      | العنوان                         | الدور         | ملاحظات              |
| ---------- | ------------------------------- | ------------- | -------------------- |
| 2011-2004  | حياة واحدة للعيش                | ادريانا كرامر | 208 حلقة             |
| 2009       | الاشياء المهمة مع دميتري مارتين | ابريل         | حلقة : الرصانه       |
| 2010       | فتاة النميمة (مسلسل)            | زوي           | 6 حلقات              |
| 2010       | ذا منتاليست                     | كارمين رايز   | حلقة : الحرف الاحمر  |
| 2012       | سي اس آي: نيويورك               | ميشيل رودز    | حلقة : ماكوي الحقيقي |
| 2013– 2022 | بروكلين ناين-ناين               | ايمي سانتياغو | 133 حلقة             |

### افلام
- النزول 2007
- أمل انهم يقدمون جعه في الجحيم 2009
- الراقص الصغير 2009
- نصف فارغ 2011 (فيلم قصير)
- المنزل الذي شيده جاك 2013

| السنة | الجائزة       | القسم                                                         | العمل             | النتيجة |
| ----- | ------------- | ------------------------------------------------------------- | ----------------- | ------- |
| 2006  | جائزة ALMA    | الأداء المتميز في دراما النهار                                | حياة واحدة للعيش  | ترشحت   |
| 2015  | جوائز إيماجين | الانجازات والمشاركات المتميزة لتحسين صورة الاتينين في الاعلام | بروكلين ناين-ناين | فازت    |
| 2016  | جوائز إيماجين | افضل ممثله مساعدة                                             | بروكلين ناين-ناين | ترشحت   |

## وصلات خارجية
- ميليسا فوميرو على موقع IMDb (الإنجليزية)
- ميليسا فوميرو على موقع ميتاكريتيك (الإنجليزية)
- ميليسا فوميرو على موقع روتن توميتوز (الإنجليزية)
- ميليسا فوميرو على موقع قاعدة بيانات الأفلام العربية
- ميليسا فوميرو على موقع ألو سيني (الفرنسية)
- ميليسا فوميرو على موقع أول موفي (الإنجليزية)
- ميليسا فوميرو على موقع قاعدة بيانات الفيلم (الإنجليزية)
- ميليسا فوميرو على موقع كينوبويسك (الروسية)